# I Wish I Knew
I Wish I Knew — студійний альбом американського співака Соломона Берка, випущений 1968 року лейблом Atlantic Records. Записаний у 15 березня 1968 році Мемфіс (Теннессі).
У 1967 році сингл «I Wish I Knew (How It Would Feel To Be Free)» посів 32-е місце в чарті R&B Singles і 68-е місце в чарті Billboard Hot 100 журналу «Billboard».

## Список композицій
1. «I Wish I Knew (How It Would Feel To Be Free)» (Біллі Тейлор, Дік Даллас) — 2:59
2. «Get out of My Life Woman» (Аллен Туссен) — 3:22
3. «Meet Me in Church» (Джо Текс) — 3:35
4. «By the Time I Get to Phoenix» (Джим Вебб) — 2:38
5. «Then You Can Tell Me Goodbye» (Джон Л. Лудермілк) — 3:04
6. «What'd I Say» (Рей Чарлз) — 4:49
7. «Since I Met You Baby» (Айворі Джо Гантер) — 3:46
8. «Save It» (Дон Браянт) — 2:24
9. «Shame on Me» (Дон Браянт, Віллі Мітчелл) — 3:33
10. «Why, Why, Why» (Дж.В. Александер) — 2:26

## Учасники запису
- Соломон Берк — вокал
- Arif Mardin's Orchestra
- Аріф Мардін — аранжування, диригування

Технічний персонал
- Том Дауд — продюсер, інженер звукозапису

## Хіт-паради
Сингли
| Рік  | Сингл                                          | Чарт              | Позиція |
| ---- | ---------------------------------------------- | ----------------- | ------- |
| 1968 | «I Wish I Knew (How It Would Feel To Be Free)» | R&B Singles       | 32      |
| 1968 | «I Wish I Knew (How It Would Feel To Be Free)» | Billboard Hot 100 | 68      |

## Видання
| Країна          | Дата | Лейбл    | Формат | Каталог |
| --------------- | ---- | -------- | ------ | ------- |
| США             | 1968 | Atlantic | LP     | SD 8185 |
| Велика Британія | 1968 | Atlantic | LP     | 588117  |